# 鑽頭大小
鑽頭是一般鑽子或鑽挖機器所採用的切割工具，以切割出圓形的孔洞。鑽頭基本原理為使鑽頭切邊旋轉，切削工件，再由鑽槽進行排除鑽屑。它包含了機械、木工、採礦業、混凝土 水泥等不同用途的鑽頭。舉例說：機械用鑽頭，是在金屬為主的工件上鑽出各式各樣孔徑以及各種用途孔為主。
按其孔洞的大小，亦會用到不同大小的鑽頭：較大型的，其尺寸或可自由調整；至於為配合螺絲或管線的使用，各國或地區定有固定大小的標準，以方便工程的統一採購。在美國，當地一直都使用英制的尺寸標準，所以其鑽頭大小亦是以一英寸的不同分數來劃分；而在其他國家，鑽頭大小都以毫米為其尺寸標準。隨着國家的度量衡標準的轉變，其國家標準亦會作出相應的修定，舉例說英國的國家標準（BS）就於1959年從英制改成使用公制。

## 分類
- 以鑽槽分類，可分為：一鑽槽、二鑽槽(麻花鑽頭)，三鑽槽，四鑽槽。
- 以孔徑分類，可分為：英制鑽頭、公制鑽頭鑽頭。(以公英制單位來表示其直徑大小)
- 以用途分類，可分為：魚眼鑽頭、深孔鑽頭、沉孔鑽頭、螺絲攻、中心鑽。

## 公制鑽頭
公制鑽頭的標準，均以鑽頭的直徑來劃分。按其需要，標準的制定團體會制定常用的鑽頭大小及其間的差異變化。
舉例說：英國的鑽頭大小的國家標準是BS 328，定義了從0.2 mm到25.0 mm間的各個型號及之間的差距：
從 0.2 到 0.98 mm，包括有以下多個尺寸（N是從2到9任意一個整數）：
- N · 0.1 mm
- N · 0.1 + 0.02 mm
- N · 0.1 + 0.05 mm
- N · 0.1 + 0.08 mm

而從 1.0 到 2.95 mm，標準的鑽頭大小如下（N是從10到29任何一個整數）：
- N · 0.1 mm
- N · 0.1 + 0.05 mm

從 3.0 到 13.9 mm，標準的鑽頭大小每0.1 mm起跳，即（N是從30到139任何一個整數）：
- N · 0.1 mm

從 14.0 到 25.0 mm，鑽頭的大小變為每0.25 mm起跳，即（M是從14到25任何一個整數）：
- M · 1 mm
- M · 1 + 0.25 mm
- M · 1 + 0.5 mm
- M · 1 + 0.75 mm

## 英制鑽頭

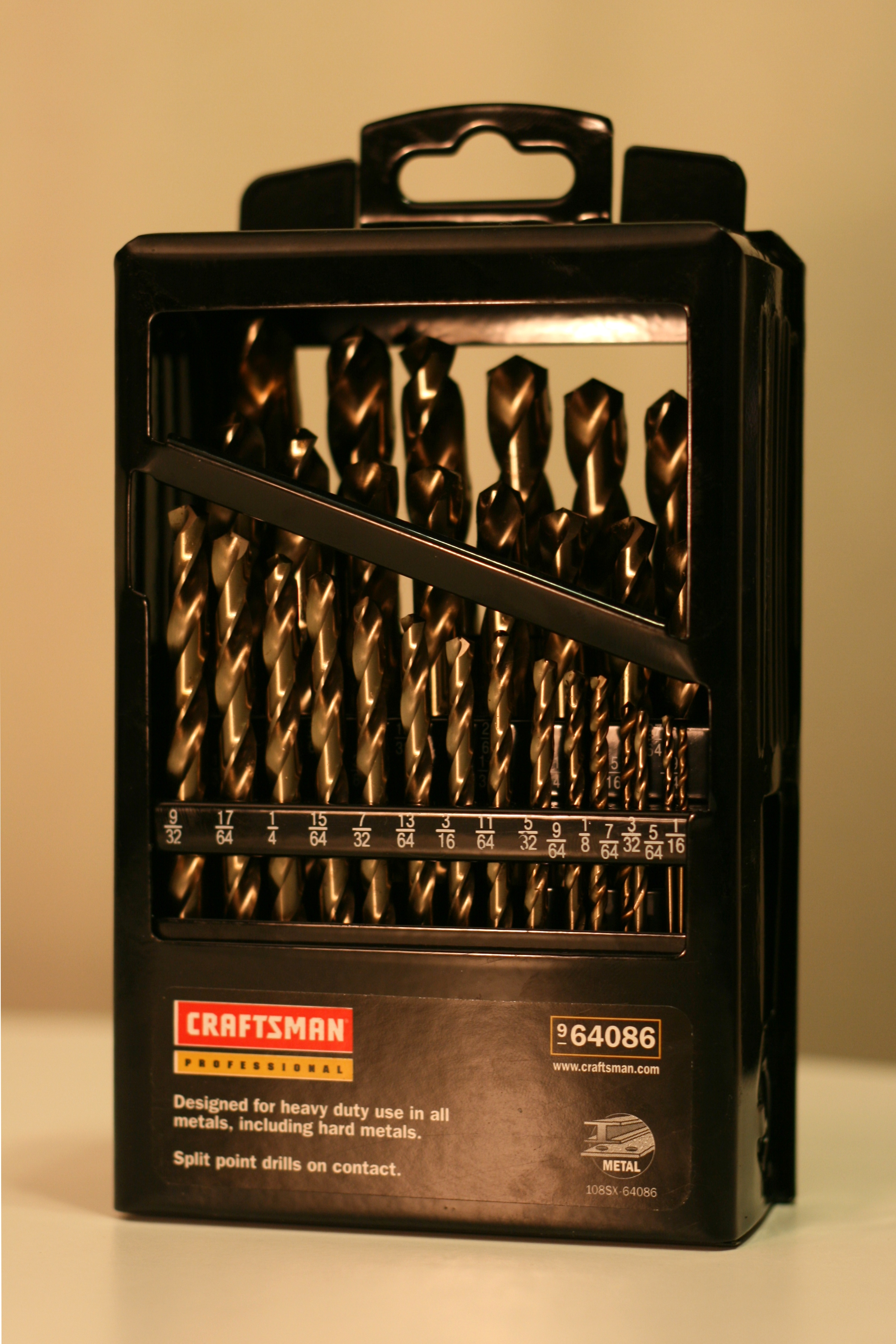
Fractional drill bit set by Craftsman

1. 號數分類：1號(0.228英吋)至80號(0.0135英吋)共計80號，數字越大尺寸越小。
2. 分母分類：1/64英吋至4英吋，每隔1/64英吋一支鑽頭。
3. 字母分類：由英文字母 A(0.234英吋)到 Z(0.413英吋)表示，共計26支。

## 中央鑽孔大小

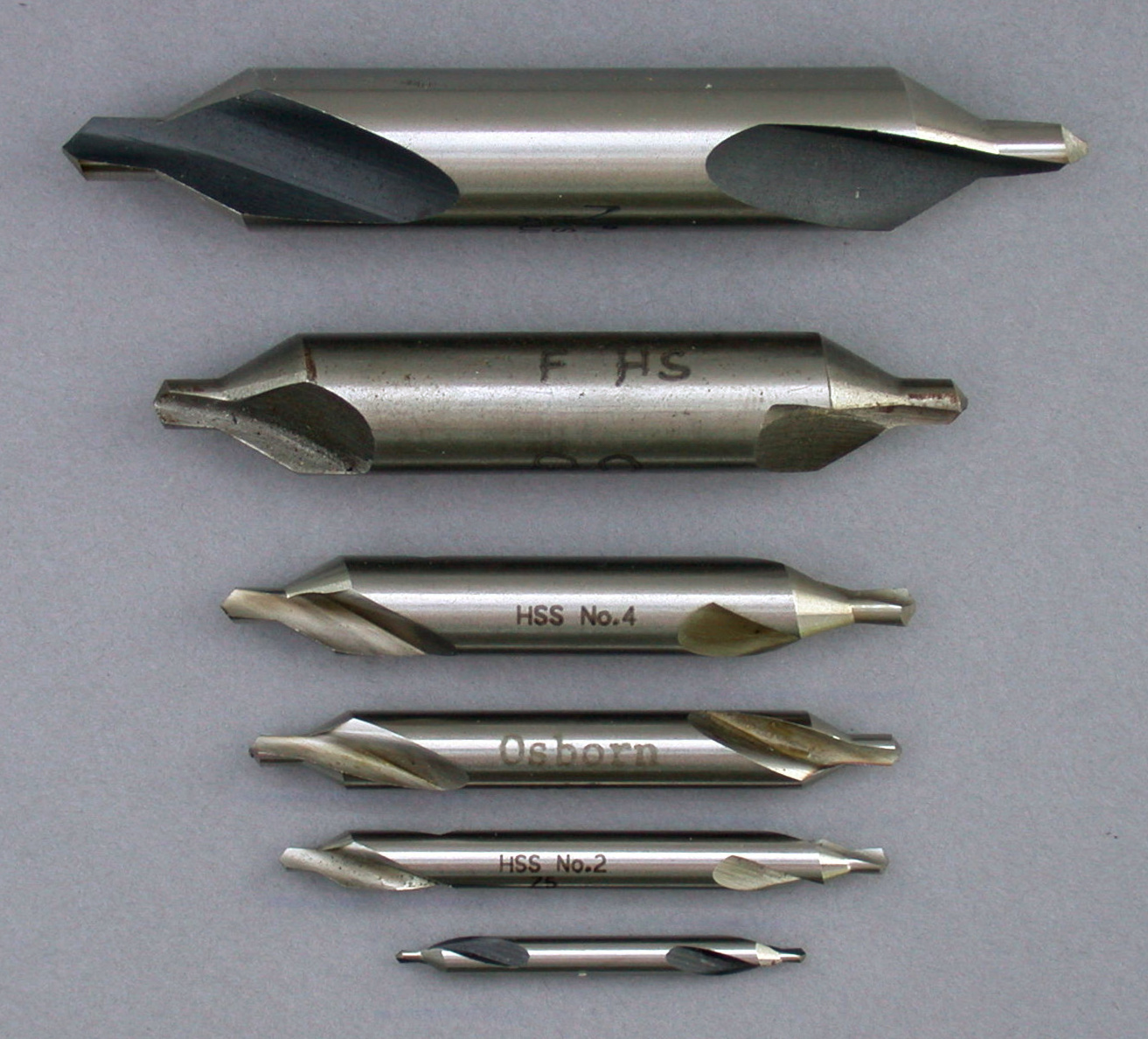
Center drills, Numbers 1 (bottom) through to 6 (top)

有兩個不同的夾角60度的標準，鑽中心孔（例如為後續的中心在車床的支持），但也很常見，使用時的定位孔麻花鑽鑽孔前90度。
| Size Designation | Drill Diameter [inches (mm)] |
| ---------------- | ---------------------------- |
| 5/0              | 0.010英寸（0.254 mm）        |
| 4/0              | 0.015英寸（0.381 mm）        |
| 3/0              | 0.020英寸（0.508 mm）        |
| 2/0              | 0.025英寸（0.635 mm）        |
| 0                | 1⁄32英寸（0.794 mm）         |
| 1                | 3⁄64英寸（1.191 mm）         |
| 2                | 5⁄64英寸（1.984 mm）         |
| 3                | 7⁄64英寸（2.778 mm）         |
| 4                | 1⁄8英寸（3.175 mm）          |
| 4½               | 9⁄64英寸（3.572 mm）         |
| 5                | 3⁄16英寸（4.763 mm）         |
| 6                | 7⁄32英寸（5.556 mm）         |
| 7                | 1⁄4英寸（6.350 mm）          |
| 8                | 5⁄16英寸（7.938 mm）         |

| Gauge | Body Diameter [inches (mm)] |
| ----- | --------------------------- |
| BS1   | 1⁄8英寸（3.175 mm）         |
| BS2   | 3⁄16英寸（4.763 mm）        |
| BS3   | 1⁄4英寸（6.350 mm）         |
| BS4   | 5⁄16英寸（7.938 mm）        |
| BS5   | 7⁄16英寸（11.113 mm）       |
| BS5A  | 1⁄2英寸（12.700 mm）        |
| BS6   | 5⁄8英寸（15.875 mm）        |
| BS7   | 3⁄4英寸（19.050 mm）        |